# Ние можем да си спомним всичко вместо вас
„Ние можем да си спомним всичко вместо вас“ (на английски: We Can Remember It for You Wholesale) е кратък разказ на Филип Дик, публикуван за първи път в The Magazine of Fantasy & Science Fiction през април 1966. Съдържа класическото за Дик смесване на реалност, фалшиви спомени и истински спомени.
През 1990 излиза филмова адаптация на разказа под заглавието „Зов за завръщане“.